# RMC Poker Show
RMC Poker Show est une émission de radio de RMC qui traite de l’actualité et des techniques du poker.

## Concept
Chaque dimanche soir en direct, Daniel Riolo et Moundir commentent l’actualité du poker.
Ils accueillent à chaque émission des invités, joueurs confirmés ou simple amateurs, qui viennent parler technique, apporter leurs regards particuliers et raconter leurs expériences personnelles du jeu.
La partie technique « Dans la tête d'un Fish » voit Daniel, Moundir et leurs invités du soir jouer virtuellement une main réellement donnée à un joueur pro dans un tournoi. Connaissant
la situation à la table, les stacks et les profils des joueurs présents, ils doivent effectuer les bonnes actions et finissent par les comparer avec ce qui a été réellement joué par le joueur pro. 
Les auditeurs peuvent participer à l'émission par téléphone pour demander des conseils sur le poker et jouer aux jeux du "Pokadi" et du "Tu bluffes Martoni" en fin d'émission. Ils repartent avec des tickets qui leur permettront de prendre part à des tournois de poker.

## Émissions et invités

### Diffusion
Mise à jour le : 7 février 2018
| Saison | Saison | Émissions | Diffusion         | Diffusion         |
| Saison | Saison | Émissions | Première émission | Dernière émission |
| ------ | ------ | --------- | ----------------- | ----------------- |
|        | 1      | 35        | 25 octobre 2014   | 11 juillet 2015   |
|        | 2      | 40        | 5 octobre 2015    | 25 juillet 2016   |
|        | 3      | 40        | 26 septembre 2016 | 10 juillet 2017   |
|        | 4      | 40        | 2 octobre 2017    | 15 juillet 2018   |
|        | 5      | 19        | 17 septembre 2018 | --                |

### Saison 1 (2014-2015)
À la rentrée 2014,  RMC décide de créer une nouvelle émission de poker en lieu et place de Docteur Poker, déjà animée par Daniel Riolo depuis 2 ans. L’émission est diffusée en direct dans la nuit du vendredi au samedi, de minuit à 1h. 

Invités :
| Émissions | Émissions         | Émissions                                                                                  | Émissions                                           | Émissions |
| N°        | Date              | Invités                                                                                    | Partie technique / Notes                            |           |
| --------- | ----------------- | ------------------------------------------------------------------------------------------ | --------------------------------------------------- | --------- |
| 1         | 25 octobre 2014   | Patrick Bruel, Stéphane Matheu                                                             | Première du RMC Poker Show                          |           |
| 2         | 1er novembre 2014 | Alain Bouzigues                                                                            | -                                                   |           |
| 3         | 8 novembre 2014   | Jean-François Rial                                                                         | -                                                   |           |
| 4         | 15 novembre 2014  | Frédéric Chau                                                                              | -                                                   |           |
| 5         | 22 novembre 2014  | Olivier Sitruk                                                                             | -                                                   |           |
| 6         | 29 novembre 2014  | Thomas Séraphine, Christophe                                                               | La gestion de bankroll / Avec Julien Cazarre        |           |
| 7         | 6 décembre 2014   | Grégory Ascher, Vanessa Hellebuyck                                                         | Le squeeze                                          |           |
| 8         | 13 décembre 2014  | Brahim Asloum , Amaury Leveaux                                                             | En direct des Menuires, lors des RMC Sport Games    |           |
| 9         | 20 décembre 2014  | Moundir, Benoît DuPac                                                                      | Les petites paires                                  |           |
| 10        | 16 janvier 2015   | Michel Boujenah, Yves Boujenah                                                             | -                                                   |           |
| 11        | 23 janvier 2015   | Kool Shen, Guillaume Darcourt                                                              | Jouer avec un As et une carte basse                 |           |
| 12        | 31 janvier 2015   | Koxie, Gianni Giardinelli                                                                  | Le floating                                         |           |
| 13        | 7 février 2015    | Norbert Tarayre                                                                            | Jouer les broadways (A-K-Q-J-10)                    |           |
| 14        | 14 février 2015   | Michel Abecassis, Bruno Benveniste                                                         | Émission animée par Jean-Louis Tourre               |           |
| 15        | 21 février 2015   | Joseph Carlino                                                                             | Émission animée par Benjamin Ramaget                |           |
| 16        | 28 février 2015   | Ludovic Riehl                                                                              | La stratégie en début de tournoi                    |           |
| 17        | 7 mars 2015       | Félicien Taris                                                                             | S’adapter quand on n’est pas le meilleur à la table |           |
| 18        | 14 mars 2015      | Jean-Jacques Amsellem                                                                      | Les middle paires                                   |           |
| 19        | 21 mars 2015      | Olivier Girault, Taïg Khris                                                                | La gestion du tilt                                  |           |
| 20        | 28 mars 2015      | Christophe Josse, Cédric Quignon Fleuret                                                   | La patience au poker                                |           |
| 21        | 4 avril 2015      | Mike d’Inca                                                                                | Jouer un heads-up                                   |           |
| 22        | 11 avril 2015     | Adrien Guyon                                                                               | Les anglicismes à connaître pour briller en société |           |
| 23        | 18 avril 2015     | Romain Paon , Damien Lhommeau                                                              | Jouer quand on a ‘que’ la 2e paire                  |           |
| 24        | 25 avril 2015     | Laurent Fontaine                                                                           | Les 5 erreurs qu’un débutant doit éviter            |           |
| 25        | 2 mai 2015        | Christophe Carrière, Patty Beaumier                                                        | Le hero-call                                        |           |
| 26        | 9 mai 2015        | Benjamin Castaldi                                                                          | Jouer serré : avantages/inconvénients               |           |
| 27        | 16 mai 2015       | Gregoire                                                                                   | -                                                   |           |
| 28        | 23 mai 2015       | Pierre Morin, Guillaume Jenner                                                             | Le bluff                                            |           |
| 29        | 30 mai 2015       | Davidi Kitai, Jean Montury                                                                 | -                                                   |           |
| 30        | 6 juin 2015       | Sylvain Loosli, Guillaume Diaz, Camel Meriem, Stéphane Matheu, Eric Lavaine, Bernard Mendy | En direct du Winamax Sismix 2015 à Marrakech        |           |
| 31        | 13 juin 2015      | Eric Lavaine, Steven Liardeaux                                                             | Jouer au poker en casino/tournoi                    |           |
| 32        | 20 juin 2015      | Philippe Dana, Jean-Claude Dauphin                                                         | Jouer un joueur agressif                            |           |
| 33        | 27 juin 2015      | Benoît DuPac, Jean-Baptiste Marcenac                                                       | Le Omaha                                            |           |
| 34        | 4 juillet 2015    | Bernard Mendy                                                                              | L’attitude à avoir quand on a que des poubelles     |           |
| 35        | 11 juillet 2015   | Remy Biechel, Me Caroline Lou                                                              | Les mains premiums / Animée par Benjamin Ramaget    |           |

### Saison 2 (2015-2016)
Pour cette saison, l'émission est diffusée dans la nuit de dimanche à lundi, toujours de minuit à 1h.

Invités :
| Émissions | Émissions        | Émissions                                          | Émissions                                                      | Émissions |
| N°        | Date             | Invités                                            | Partie technique / Notes                                       |           |
| --------- | ---------------- | -------------------------------------------------- | -------------------------------------------------------------- | --------- |
| 36        | 5 octobre 2015   | Grégoire, Guillaume Diaz                           | Le Short Handed                                                |           |
| 37        | 12 octobre 2015  | Moundir, Julien Brecard                            | La bulle                                                       |           |
| 38        | 19 octobre 2015  | Jean-François Rial, Mouss Amaouche                 | Jouer un MTT (Multi Table Tournaments)                         |           |
| 39        | 26 octobre 2015  | Brahim Zaibat, Cyrille Maret                       | Le Check-Raise                                                 |           |
| 40        | 2 novembre 2015  | Bruno Fitoussi, Jonathan Salamon                   | Jouer Roi-Dame                                                 |           |
| 41        | 9 novembre 2015  | Sylvain Loosli, Alexandre Luneau                   | Le continuation Bet                                            |           |
| -         | 16 novembre 2015 | Pascale Clark, Lionel Esparza                      | Emission annulée à la suite des attentats à Paris du 13/11/15. |           |
| 42        | 23 novembre 2015 | Stéphane Matheu, Pierre Calamusa                   | Equilibrer ses Ranges                                          |           |
| 43        | 30 novembre 2015 | Pierre Rabadan                                     | Les mises Pré-flop                                             |           |
| 44        | 7 décembre 2015  | Guillaume Darcourt, Loic Xans                      | Jouer les connecteurs assortis / Avec G.Diaz et Kool Shen      |           |
| 45        | 14 décembre 2015 | Carlos Da Silva                                    | Jouer As-Roi en tournoi                                        |           |
| 46        | 21 décembre 2015 | Estelle Denis, Dominique Grimault                  | Jouer un pot à plusieurs joueurs                               |           |
| 47        | 4 janvier 2016   | Philippe Ktorza, Georges Djen                      | Jouer quand on est short stack                                 |           |
| 48        | 11 janvier 2016  | Laurent Dumont, Favelas                            | Le Heads-up en tournoi                                         |           |
| 49        | 18 janvier 2016  | Aurélie Quélain, Alexandre Reard, Jérome Rothen    | C-Bet et Delayed C-Bet                                         |           |
| 50        | 25 janvier 2016  | Nicolas Fraioli, Edouard Bernardou                 | Le montant des relances                                        |           |
| 51        | 1er février 2016 | Kool Shen, Pierre Calamusa                         | La gestion des fins de tournoi                                 |           |
| 52        | 8 février 2016   | Pascal Perrault, Guillaume Diaz                    | Le bluff                                                       |           |
| 53        | 15 février 2016  | Aurélien Guiglini, Regis Leon, Vincent Chassignole | L'influence de la caméra dans les tournois                     |           |
| 54        | 22 février 2016  | Fabrice Soulier, Stéphane Matheu                   | Gérer le Tilt en tournoi                                       |           |
| 55        | 29 février 2016  | Gaëlle Baumann, Kevin "Harper" Noblat              | Les As bien accompagnés / Animée par Jean-Louis Tourre         |           |
| 56        | 7 mars 2016      | Matthieu Duran, Aurélie Quélain                    | Les payouts                                                    |           |
| 57        | 14 mars 2016     | Daniel Psenny, Cyril Georges                       | Le Heads-up                                                    |           |
| 58        | 21 mars 2016     | Jacques Guenni, Alexandre Amiel                    | Le comportement à la table                                     |           |
| 59        | 28 mars 2016     | Amaury Leveaux, Yehoram Houri                      | Les tells                                                      |           |
| 60        | 4 avril 2016     | Tex                                                | Gérer le donk bet                                              |           |
| 61        | 11 avril 2016    | Alexandre Dreyfus                                  | A venir                                                        |           |
| 62        | 18 avril 2016    | Brian Benhamou                                     | L'importance du sizing                                         |           |
| 63        | 25 avril 2016    | Mike Dinca                                         | Le jeu en 4 max                                                |           |
| 64        | 2 mai 2016       | FPC, Olivier Piechaczyk                            | A venir                                                        |           |
| 65        | 9 mai 2016       | Khalid Ayadi                                       | Le floating                                                    |           |
| 66        | 16 mai 2016      | Christophe, Sarah Herzali                          | Du cash-game aux tournois                                      |           |
| 67        | 23 mai 2016      | Albert Sebag                                       | La part de chance et de technique                              |           |
| 68        | 30 mai 2016      | Jean Alexandre Bauchet-Boulhal                     | Les re-entry / En duplex du Winamax Sismix 2016                |           |
| 69        | 6 juin 2016      | Félicien Taris                                     | Faut-il limper ?                                               |           |
| 70        | 13 juin 2016     | Eric Lavaine                                       | Le resteal                                                     |           |
| 71        | 20 juin 2016     | Jonathan Duhamel                                   | -                                                              |           |
| 72        | 27 juin 2016     | Pascale Clark, Antonin Teisseire                   | Jouer les petites paires                                       |           |
| 73        | 4 juillet 2016   | Patrick Bruel, Eric Di Meco                        | A venir                                                        |           |
| 74        | 18 juillet 2016  | Yannick Borel                                      | Dernière émission d'Hugues Aubry                               |           |
| 75        | 25 juillet 2016  | Best-Of de la saison                               | -                                                              |           |

### Saison 3 (2016-2017)
Sur Twitter, il a été annoncé que l'émission reviendrait pour sa 3e saison le 25 septembre 2016. Moundir rejoint l'équipe en tant que consultant, en lieu et place d'Hugues Obry.
Trois nouvelles rubriques font leur apparition :
- « Le coup de cœur/coup de gueule de Moundir »
- Une partie technique « Dans la tête d'un fish » : Basé sur une main donnée à un joueur pro dans un tournoi, Daniel, Moundir et leur(s) invité(s) se voient virtuellement proposer 2 cartes et doivent effectuer les bons mouvements.
- « Le Pokadi » : deux auditeurs s'affrontent avec Daniel et Moundir pour les aider.  Ils doivent trouver les auteurs des phrases énoncées par Benjo ou Harper. À la clé, un ticket à 20 € pour le gagnant.

Invités :
| Émissions | Émissions         | Émissions                                                                | Émissions                                              | Émissions |
| N°        | Date              | Invités                                                                  | Partie technique / Notes                               |           |
| --------- | ----------------- | ------------------------------------------------------------------------ | ------------------------------------------------------ | --------- |
| 76        | 26 septembre 2016 | Pier Gauthier                                                            | En duplex du WPO Dublin. Première de Moundir           |           |
| 77        | 3 octobre 2016    | Gabriel Nassif, Julien Brecard                                           | Le 3 barrel bluff                                      |           |
| 78        | 10 octobre 2016   | Johan "YoH ViraL" Guilbert, Cédric Carrasso                              | Le Check-raise river                                   |           |
| 79        | 17 octobre 2016   | Sébastien Chabal, Apo Chantzis                                           | Les premium UTG                                        |           |
| 80        | 24 octobre 2016   | Abou Sy, Michaël Llodra                                                  | Les Ranges de défense de blindes                       |           |
| 81        | 31 octobre 2016   | Arnaud Peyroles                                                          | Les critères du poker online et en live                |           |
| 82        | 7 novembre 2016   | Bruce Toussaint, Alexandre Amiel                                         | -                                                      |           |
| 83        | 14 novembre 2016  | Ziad Farhoud, Pascal Rolin                                               | -                                                      |           |
| 84        | 21 novembre 2016  | Kool Shen, Antonin Teisseire                                             | -                                                      |           |
| 85        | 28 novembre 2016  | Davidi Kitai, Jimmy Guerrero, Steed Tchicamboud                          | -                                                      |           |
| 86        | 5 décembre 2016   | Grégory Fitoussi                                                         | Jouer au bouton                                        |           |
| 87        | 12 décembre 2016  | Bruno Fitoussi, Hugues Briatte                                           | Jouer avec un As mal accompagné                        |           |
| 88        | 19 décembre 2016  | Grégory Chochon, Bernard Mendy, Stephen Bunard                           | -                                                      |           |
| 89        | 9 janvier 2017    | Pierre Blondiaux, Patrick Mennucci                                       | Participation de "Flegmatic"                           |           |
| 90        | 16 janvier 2017   | Etienne Parizot                                                          | -                                                      |           |
| 91        | 23 janvier 2017   | Ludovic Lacay                                                            | S'adapter aux nouveaux joueurs                         |           |
| 92        | 30 janvier 2017   | Michel Cohen                                                             | La roulette                                            |           |
| 93        | 6 février 2017    | Pierre Morin, Yehoram Houri, Buonomo Sébastien                           | -                                                      |           |
| 94        | 13 février 2017   | Grégory Wimbée                                                           | Animée par B.Ramaget / La gestion des fins de tournois |           |
| 95        | 20 février 2017   | Michel Boujenah                                                          | -                                                      |           |
| 96        | 27 février 2017   | Tristan Clémençon, Edouard Katz                                          | L'état d'esprit pour jouer un poker gagnant            |           |
| 97        | 6 mars 2017       | Gilbert Diaz                                                             | Le 3 barrel bluff                                      |           |
| 98        | 13 mars 2017      | Matthieu Lartot                                                          | Jouer As-Roi en tournoi / G.Diaz remplace Moundir      |           |
| 99        | 20 mars 2017      | Benjamin Castaldi                                                        | -                                                      |           |
| 100       | 27 mars 2017      | Jérémy Saderne, Vincent Lahalle                                          | Jouer les petits As (suités)                           |           |
| 101       | 3 avril 2017      | Caroline Diament, Jérôme Alonzo                                          | Les petites paires                                     |           |
| 102       | 10 avril 2017     | Dimitri Szarzewski, Pierre-Étienne Léonard                               | Jouer les paires de Valet préflop                      |           |
| 103       | 17 avril 2017     | Hugues Obry, Guillaume Diaz                                              | -                                                      |           |
| 104       | 24 avril 2017     | Jérôme Gavinet                                                           | Jouer un As mal kické mal suité                        |           |
| 105       | 1er mai 2017      | Adel Bencherif                                                           | La peur au poker                                       |           |
| 106       | 8 mai 2017        | Julien "Yu" Brécard, Benjamin "Benny" Bruneteaux                         | Le poker 'panache'                                     |           |
| 107       | 15 mai 2017       | Grégoire                                                                 | La concentration sur un lieu de tournoi                |           |
| 108       | 22 mai 2017       | Alexandre Luneau, Jean-Alexandre Bauchet, Stéphane Matheu                | En duplex du Winamax Sixmix 2017                       |           |
| 109       | 29 mai 2017       | Alice Taglioni, Eric Brunet                                              | -                                                      |           |
| 110       | 5 juin 2017       | Simone Rovera, David Lortholary, Romain Lewis, Ivan "ValueMerguez" Deyra | -                                                      |           |
| 111       | 12 juin 2017      | Norbert Tarayre                                                          | Peut-on folder une paire d'As pré-flop ?               |           |
| 112       | 19 juin 2017      | Pierre Calamusa                                                          | Gérer son budget lors d'un séjour poker                |           |
| 113       | 26 juin 2017      | Guy Pariente, Jean-Louis Tourre                                          | -                                                      |           |
| 114       | 3 juillet 2017    | Pascal Rolin, Ziad Farhoud                                               | -                                                      |           |
| 115       | 10 juillet 2017   | Best-Of de la saison                                                     | -                                                      |           |

### Saison 4 (2017-2018)
Le retour du RMC Poker Show est annoncé pour le 2 octobre 2017. 
Pour cette saison on retrouve les mêmes intervenants et les mêmes rubriques que la saison précédente.
| Émissions | Émissions        | Émissions                                                                      | Émissions                                             | Émissions |
| N°        | Date             | Invités                                                                        | Partie technique / Notes                              |           |
| --------- | ---------------- | ------------------------------------------------------------------------------ | ----------------------------------------------------- | --------- |
| 116       | 2 octobre 2017   | Benjamin Pollak, Bernard Mendy                                                 | -                                                     |           |
| 117       | 9 octobre 2017   | Michel Cohen, Julien Arias                                                     | Comment réagir à un donkbet ?                         |           |
| 118       | 16 octobre 2017  | Michel Abécassis, Davidi Kitai, Sylvain Loosli, Stéphane Matheu                | Spéciale 10 ans du team Winamax                       |           |
| 119       | 23 octobre 2017  | Régis Leon, Victor Saumont                                                     | Comment jouer en table télévisée                      |           |
| 120       | 30 octobre 2017  | Guy Pariente, Stéphane Gabarre                                                 | Jouer un joueur agressif                              |           |
| 121       | 6 novembre 2017  | Gaëlle Baumann, David Cozette                                                  | Le Limp en premier de parole                          |           |
| 122       | 13 novembre 2017 | Grégoire, Gregory Chochon                                                      | --                                                    |           |
| 123       | 20 novembre 2017 | Alexandre Reard, Alexandre Amiel                                               | Le checkraise est-il encore à la mode ?               |           |
| 124       | 27 novembre 2017 | Johan "YoH ViraL" Guilbert                                                     | --                                                    |           |
| 125       | 4 décembre 2017  | Pierre Calamusa                                                                | Être agressif, bonne solution ?                       |           |
| 126       | 11 décembre 2017 | Leon Tsoukernik, Gauthier Klauss, Matthieu Péché, ElkY                         | Participation d'Antoine Vannini                       |           |
| 127       | 18 décembre 2017 | Alain Bouzigues, Lulu Gainsbourg                                               | L'acting                                              |           |
| 128       | 8 janvier 2018   | Kalidou Sow, Bruno Benveniste                                                  | --                                                    |           |
| 129       | 15 janvier 2018  | Xari                                                                           | --                                                    |           |
| 130       | 22 janvier 2018  | Charles Coppolani, Clément Martin-Saint-Léon                                   | --                                                    |           |
| 131       | 29 janvier 2018  | Jérôme Béglé, Pierre Calamusa                                                  | --                                                    |           |
| 132       | 5 février 2018   | Davidi Kitai                                                                   | --                                                    |           |
| 133       | 12 février 2018  | Benjamin Pollak, Yehoram Houri                                                 | --                                                    |           |
| 134       | 19 février 2018  | Philippe Pinoli, Bertrand Fagnoni                                              | --                                                    |           |
| 135       | 26 février 2018  | Romain Lewis                                                                   | Emission animée par Christophe Pleynet                |           |
| 136       | 5 mars 2018      | Pierre Calamusa, Kalidou Sow                                                   | --                                                    |           |
| 137       | 12 mars 2018     | Marvin Dupré                                                                   | Pierre Calamusa remplace Moundir                      |           |
| 138       | 19 mars 2018     | Damien Lhommeau                                                                | Pierre Calamusa remplace Moundir                      |           |
| 139       | 26 mars 2018     | Paul-Henri Mathieu, Adrien Delmas                                              | Pierre Calamusa remplace Moundir                      |           |
| 140       | 3 avril 2018     | Gilles Favard                                                                  | --                                                    |           |
| 141       | 10 avril 2018    | Cédric Seguin                                                                  | --                                                    |           |
| 142       | 17 avril 2018    | Basil Yaïche                                                                   | Animée par Christophe Pleynet/PonceP remplace Moundir |           |
| 143       | 24 avril 2018    | Benjamin Pollak                                                                | Le 3-barrel bluff // PonceP remplace Moundir          |           |
| 144       | 30 avril 2018    | Brian Benhamou, Benjamin Domenget                                              | PonceP remplace Moundir                               |           |
| 145       | 7 mai 2018       | Erwann Pécheux, Nicolas Dumont                                                 | PonceP remplace Moundir                               |           |
| 146       | 14 mai 2018      | Michel Abécassis, Pierre Calamusa, Aypierre, Davidi Kitai, Mike d'Inca, PonceP | En duplex du Winamax Sixmix 2018                      |           |
| 147       | 21 mai 2018      | Hugues Obry, Christine Bonneau                                                 | --                                                    |           |
| 148       | 28 mai 2018      | Gregory Chochon, Franjo, Pierre Calamusa, PonceP                               | --                                                    |           |
| 149       | 4 juin 2018      | Laurent Lavige, Flegmatic                                                      | --                                                    |           |
| 150       | 11 juin 2018     | Julien Martini, William Reymond, Romain Lewis                                  | --                                                    |           |
| 151       | 18 juin 2018     | Jean-Jacques Ichai, Jean-Christophe Drouet                                     | --                                                    |           |
| 152       | 25 juin 2018     | Antony Lellouche, Julie Brochu                                                 | --                                                    |           |
| 153       | 2 juillet 2018   | Jarry, David Benyamine                                                         | --                                                    |           |
| 154       | 9 juillet 2018   | Julien Tellouck                                                                | Le limp                                               |           |
| 155       | 16 juillet 2018  | Best-of de la saison                                                           | --                                                    |           |

### Saison 5 (2018-2019)
Le retour du RMC Poker Show est annoncé par Moundir sur twitter pour le 16 septembre 2018.
Trois nouvelles rubriques font leur apparition :
- «Coach Moundir»: Partie technique. Un auditeur pose une question sur le poker et reçoit des conseils de Moundir.
- «Tu bluffes Martoni»: jeu d'enchères entre deux auditeurs.
- «La main d'une vie»: l'invité du soir raconte une main jouée qui a marqué sa carrière.

| Émissions | Émissions         | Émissions                                                   | Émissions                                                         | Émissions |
| N°        | Date              | Invités                                                     | Partie technique / Notes                                          |           |
| --------- | ----------------- | ----------------------------------------------------------- | ----------------------------------------------------------------- | --------- |
| 156       | 17 septembre 2018 | Bruno Fitoussi                                              | -                                                                 |           |
| 157       | 24 septembre 2018 | Benjamin Pollak                                             | Comment bien jouer une paire de valets                            |           |
| 158       | 1er octobre 2018  | Romain Lewis, Ziad Farhoud                                  | -                                                                 |           |
| 159       | 8 octobre 2018    | Alexandre Amiel                                             | -                                                                 |           |
| 160       | 15 octobre 2018   | Davidi Kitai                                                | Comment bien commencer en poker online                            |           |
| 161       | 22 octobre 2018   | Francois Tosques, Ivan Deyra                                | La préparation physique avant un tournoi                          |           |
| 162       | 29 octobre 2018   | Jean-François Rial                                          | La GTO (Game Theory Optimal)                                      |           |
| 163       | 5 novembre 2018   | Jean Montury                                                | Yehoram Houri remplace Moundir, Loosli par tél                    |           |
| 164       | 12 novembre 2018  | Adrien Guyon, Régis Léon                                    | -                                                                 |           |
| 165       | 19 novembre 2018  | Gaëlle Baumann, Kevin « Harper » Noblat, Philippe Candeloro | Guillaume Diaz par tel / Christophe Pleynet remplace Daniel Riolo |           |
| 166       | 26 novembre 2018  | Fabrice Soulier                                             | Utiliser un tracker / Adrien Guyon par tél                        |           |
| 167       | 3 décembre 2018   | Taïg Khris, Philippe Lecardonnel                            | La patience au poker                                              |           |
| 168       | 10 décembre 2018  | Bruno Launais                                               | Bruno Launais, ancien de 'Docteur Poker'                          |           |
| 169       | 17 décembre 2018  | Grégoire, Gregory Chochon                                   | Jouer les petites paires                                          |           |
| 170       | 7 janvier 2018    | Jean-François Panin                                         | Gérer le tilt / Benjo par tél                                     |           |
| 171       | 14 janvier 2018   | Marvin Dupré                                                | Le bluff / Julien Martini par tel                                 |           |
| 172       | 21 janvier 2018   | Apo Chantzis                                                | Le rush                                                           |           |
| 173       | 28 janvier 2018   | Adrien Allain                                               | Jean Montury par tel                                              |           |
| 174       | 3 février 2018    | Tony Saint-Laurent                                          | Le check-raise / Michel Abecassis par tel                         |           |

## Rubriques
- L'actu de la semaine : à chaque début d'émission, Daniel et la bande discutent des évènements liés au poker durant les derniers jours.
- Le coup de coeur/coup de gueule (saisons 3,4) (Moundir) : Moundir donne son sentiment sur un évènement poker.
- La partie technique (saisons 1,2,3,4) : Décryptage d'une main ou d'une situation du poker.
- Dans la tête d'un Fish (saisons 3,4,5) : Le « Fish », c'est le joueur débutant, le pigeon qu'on plume à la table. Daniel, Moundir et leurs invités jouent virtuellement une main réellement donnée dans un tournoi à un joueur pro. Le titre de la rubrique est inspiré de l'émission Dans la tête d'un Pro diffusée sur Winamax.
- Coach Moundir (saison 5) : Débarrassé de son costume de 'Fish' après de bons résultats en 2018, Moundir donne des conseils à un auditeur concernant une main ou une situation du poker. L'auditeur gagne un ticket pour jouer sur un tournoi live.
- La main d'une vie (saison 5) : L'invité de soir raconte une main qui a marqué sa carrière.
- Tu bluffes Martoni (saison 5) : Jeu d'enchères avec deux auditeurs qui doivent citer le plus de réponses possibles à des questions posées par l'équipe. Le titre du jeu fait référence à une citation du film "La Cité de la Peur". Les auditeurs gagnent un ticket pour jouer sur un tournoi live.
- Le Pokadi (saisons 3,4,5) : Deux auditeurs s'affrontent sur des questions poker ou autres pour gagner un ticket et participer à un tournoi poker. Le titre du jeu est inspiré du "Kikadi" présent dans le Super Moscato Show.

## Équipe

### Animateurs
- Daniel Riolo (depuis octobre 2014: saisons 1,2,3,4,5)

#### Exceptionnellement
- Benjamin Ramaget (saisons 1 et 3) : 3 émissions.
- Jean-Louis Tourre (saisons 1 et 2) : 2 émissions.
- Christophe Pleynet (saison 4 et 5) : 2 émissions.

### Co-animateur
- Moundir Zoughari (depuis septembre 2016: saisons 3,4,5) : joueur de poker et ancien candidat de télé-réalité.

### Intervenant
- Pierre Calamusa (saisons 4,5) : Alias "LeVietF0u". Joueur de poker professionnel. Remplace Moundir les 12, 19 et 26 mars 2018. Devient récurrent en saison 5.

#### Autres intervenants
- Sylvain « Flegmatic » Charpentron   (émission du 9 janvier 2017) : reporter et expert poker.
- Guillaume « volatile38 » Diaz  (émission du 13 mars 2017) : joueur de poker.
- Benjo (saisons 1 à 4) : reporter et expert poker. Récurrent saisons 1 à 4.
- Kevin « Harper » Noblat (saisons 1 à 5) : reporter et expert poker. Récurrent saisons 1 à 4.
- Antoine « PonceP » Vannini (saison 4) : joueur de poker, commentateur d'event poker.
- Yehoram Houri (émission du 5 novembre 2018): joueur de poker professionnel.

#### Anciens participants
- Hugues Obry (octobre 2014 - juillet 2016 : saisons 1-2) : ancien escrimeur, entraineur de l'équipe de Chine d'épée (déjà présent sur la défunte émission Docteur Poker).

### Producteur
- Jérémy Sirvin, surnommé "Jeremstar" dans l'émission.